# Kimi to Wakarete
Kimi to Wakarete (君と別れて, lit. "terminar com você") (prt: Longe de Ti) é um filme de drama mudo japonês de 1933 escrito e dirigido por Mikio Naruse. O filme conta a história de uma gueixa, na meia idade, cujo filho adolescente tem vergonha de sua profissão e de seu relacionamento com uma jovem colega de sua mãe.

## Sinopse
Kikue é uma gueixa na meia idade. Seu filho adolescente, Yoshio, tem vergonha de profissão de sua mãe, matando aula e saindo com um grupo de vagabundos. Uma jovem colega de Kikue, Terugiku, que Yoshio considera como uma irmã, convida-o para ir à casa de seus pais em uma vila de pescadores. Yoshio testemunha uma briga entre Terugiku e seu pai, porque ela se opõe ao plano de sua família de vender sua irmã mais nova, Misako, para uma casa de gueixas assim como fizeram com ela, e culpa seu pai por sua bebida e comportamento irresponsável. Mais tarde, Terugiku confessa a Yoshio seus sentimentos mais do que platônicos por ele e tenta fazer com que ele seja mais compreensivo com sua mãe. Após uma provável tentativa de suicídio realizada por Kikue, Yoshio decide retornar aos estudos. Quando ele diz aos membros de sua gangue que quer sair, ele é espancado e Terugiku é ferida por uma faca. Após sua recuperação, Terugiku deixa sua cidade natal, insinuando ter arranjado um emprego que paga bem, mas que ela detesta, apenas para poupar sua irmã Misako do mesmo destino de se tornar uma gueixa.

## Elenco
- Mitsuko Yoshikawa como Kikue
- Akio Isono como Yoshio
- Sumiko Mizukubo como Terugiku
- Reikichi Kawamura como pai de Terugiku
- Tatsuko Fuji como mãe de Terugiku
- Yōko Fujita como Misako, irmã de Terugiku
- Tomio Aoki como irmão de Terugiku
- Jun Arai como patrono de Kikue
- Chōko Iida como proprietária da casa das gueixas

## Recepção
Alexander Jacoby, historiador americano de cinema, descreveu Kimi to Wakarete em seu livro Critical Handbook of Japanese Film Directors, assim como seus sucessores Yogoto no yume e Kagirinaki hodō, como um melodrama "de notável intensidade", demonstrando "um considerável virtuosismo estilístico". A biógrafa de Naruse, Catherine Russell, enfatizou a "edição altamente estilizada" e a "série complexa de movimentos de câmera" de certas cenas, e a "visão pragmática do mundo das gueixas" do filme. Keith Uhlich, da Slant Magazine, comparou os "floreios estilísticos superficiais" do filme à produção anterior de Naruse, Nasanu naka, acrescentando que "é, no entanto, um trabalho muito mais focado e sustentado, trazendo algumas evidências — por meio de várias sobreposições lindamente visualizadas — do crescente interesse do diretor pela psicologia do personagem."

## Legado
Kimi to Wakarete foi exibido nos EUA em 1985 como parte de uma retrospectiva sobre as obras de Naruse, organizada pelo Kawakita Memorial Film Institute e Audie Bock, historiadora americana de cinema.

## Mídia doméstica
Em 2011, Kimi to Wakarete foi lançado em DVD junto com outros quatro filmes, sob o selo Eclipse da The Criterion Collection. Intitulado Silent Naruse, ele reuniu cinco filmes mudos feitos entre os anos de 1931 a 1934.